# Остеосарком
Остеосарком или остеогенен сарком е туморно образувание в костите. Определението му е агресивна малигнена неоплазма, образуваща се от трансформирани примитивни клетки на мезенхима (превръщайки го в сарком) и показваща остеобластна диференциация и произвеждаща малигнен остеоид.
Остеосаркомът е най-често срещаната хистологична форма на първичен рак на костите. Засяга предимно тийнейджъри и подрастващи.

## Признаци и симптоми
В началото много пациенти се оплакват от болка, която може да се влошава през нощта, може да е на интервали или с различна интензивност. Тийнейджърите, активни в спорта, често се оплакват от болка в долната бедрена кост или под коляното. Ако туморът е голям, може да се появи подуване в засегнатата област. Понякога внезапна фрактура е първият симптом, защото засегнатата кост е по-малко здрава. В случаи на дълбоко разположени тумори, които не са толкова близо до кожата (като тези образуващи се в таза), може да не се наблюдава подуване.

## Причинители
Няколко научни екипа изследват ракови стволови клетки и възможността те да причиняват тумори, заедно с гени и протеини, налични при различните генотипи. В редки случаи радиотерапия при третиране на други заболявания може да бъде причинител.

## Механизми
Осетосаркомът често се появява в местата на костен растеж, вероятно защото пролиферацията прави остеобластните клетки в този регион податливи на мутации, които могат да доведат до изменения при някои от тях (РБ генът и п53 генът често са свързани). Заради тази тенденция, чести случаи на остеосаркома се наблюдават при някои големи породи кучета (санбернар и немски дог). Туморът може да се намира в края на дългата кост, често в метастазите. По-често засяга проксималния край на големия пищял или раменната кост. Остоеосаркомът често засяга региона около коляното (60% от случаите), тазобедрената става (15% от случаите), рамото (10% от случаите) и челюстта. (8% от случаите)